# 핀과 제이크의 어드벤처 타임 시즌 1
《핀과 제이크의 어드벤처 타임》의 첫 번째 시즌은 2010년 4월 5일부터 2010년 9월 27일까지 미국 카툰 네트워크에서 방영되었다. 펜들턴 워드가 기획하고 프레드레이터 스튜디오에서 제작한 《어드벤처 타임》의 파일럿은 닉툰스의 단편 애니메이션 소개 프로그램 《랜덤! 카툰스》를 통해 방영되었다. 이후 인터넷 상에서 단편이 큰 인기를 얻기 시작하자, 카툰 네트워크는 이 작품을 장편 시리즈로 만들어 2010년 3월 11일에 시범 방송을 하고, 같은 해 4월 5일에 정식 방영하였다. 이 작품은 종말 이후의 세상인 우 랜드에서 사는 인간 소년 핀과, 마법의 힘으로 몸의 크기와 모양을 자유자재로 변화시킬 수 있는 개 제이크의 모험을 다루고 있다.
첫 번째 시즌의 첫 에피소드인 〈Slumber Party Panic〉은 250만 명의 시청자 수를 기록하며 전년도 카툰 네트워크의 다른 프로그램에 비해 상당한 시청자 수 상승을 보였다. 이 시즌은 2010년 9월 27일 〈Gut Grinder〉를 끝으로 종영 되었다. 방영이 끝나자 이 작품은 높은 평가를 받음과 동시에 두터운 인기를 형성하기 시작했다. 2010년에는 〈My Two Favorite People〉이 프라임타임 에미상 ‘뛰어난 단편 애니메이션 프로그램’의 후보에 오르기도 했다.
카툰 네트워크 스튜디오와 프레드레이터 스튜디오가 제작했고, 애덤 무토, 엘리자베스 이토, 펜들턴 워드, 숀 히메네스, 패트릭 맥헤일, 루서 매클로린, 아르멘 미르자이안, 켄트 오즈번, 피터 브라운가트, 니키 양, J. G. 퀸텔, 콜 산체스, 톰 허피치, 윤대주, 아코 카스투에라가 스토리보드 작가로 참여했다. 시즌 방영이 끝난 후 2012년 7월 10일에는 지역 코드 1 DVD가, 2013년 6월 4일에는 블루레이 디스크가 발매되었다. 

## 개발

### 설정
이 작품은 종말 이후의 세상인 우 랜드에서 살고 있는 인간 소년 핀과, 마법의 개이자 핀의 의형제인 제이크의 모험을 다루고 있다. 그 외 주요 등장인물로는 캔디 왕국의 통치자인 버블검 공주, 악당이지만 어딘가 이상한 얼음 대왕, 록 음악을 좋아하는 뱀파이어 여왕 마르셀린 등이 있다. 주된 에피소드 전개로는 핀과 제이크가 이상한 생명체를 조사하거나, 얼음 대왕으로부터 공주들을 보호하고, 다른 이들을 돕기 위해 괴물을 무찌르는 이야기 등이 있다. 몇몇 에피소드는 버블검 공주를 향한 핀의 짝사랑을 다루기도 한다.
제작자 펜들턴 워드에 따르면 자신이 캘리포니아 인스티튜트 오브 디 아츠에 다닐 때와 《이상한 바다의 플랩잭》의 작가 및 스토리보드 아티스트로 일한 경험이 작품의 전반적인 형식에 큰 영향을 주었다고 한다. 워드는 《애니메이션 월드 네트워크》와의 인터뷰에서 자신이 미야자키 하야오의 영화 《이웃집 토토로》를 참고하여, 정해진 틀을 깨는 유머와 ‘아름다운’ 순간을 합치려고 노력했다고 밝혔다. 펜들턴 워드는 《어드벤처 타임》이 ‘다크 코미디’와 같다고 하면서, “다크 코미디는 내가 가장 좋아하는 장르이다. 그 이유는 행복과 공포를 동시에 느낄 수 있기 때문이다. 그것이 바로 모순되는 감정이고, 우리 작품 안에 그러한 요소가 많이 들어있다고 생각된다.”라고 언급했다. 프레드레이터 스튜디오의 설립자이자 작품의 이그제큐티브 프로듀서인 프레드 세이버트는 애니메이션 스타일을 《고양이 펠릭스》와 맥스 플라이셔의 작품들에 비유하였고, 또한 작중의 세계가 《던전 앤 드래곤》과 그 비디오 게임의 영향도 받았다고 말했다. 워드는 작중의 세계가 이야기 속에 마법이 존재하지만 ‘만화적인 슬랩스틱’ 대신 일정한 물리적인 타당성을 갖도록 의도했다. 그로 인해 작가들은 등장인물들이 작중의 세계와 상호 작용이 가능하도록 내적인 일관성을 만들려고 노력한다고 말했다.
워드는 작품의 배경이 종말 이후에 고정되어 있지만, 우 랜드에 대한 원래 의도는 단지 ‘신비하게’(magical) 되는 것이라고 말했다. 호수에서 사람들이 갇혀있는 빙하가 떠오른 이야기를 담은 〈Business Time〉이 방영된 이후부터 《어드벤처 타임》은 본격적으로 종말물이 되었고, 펜들턴 워드는 제작진들에게 “이런 식으로 가자”(just ran with it)라고 말했다. 후에 그는 작품의 무대를 “캔디 랜드는 지상에 있고, 어둠은 그 지하에 있다.”라고 묘사했다.

### 제작
《어드벤처 타임》은 7분짜리 단편 애니메이션으로 처음 시작했다. 2007년 1월 11일 닉툰스에서 첫 방영이 되었고, 2008년 12월 7일에 프레드레이터 스튜디오의 《랜덤! 카툰스》의 일부로 다시 방영되었다. 그 후 인터넷 상에서 큰 화제를 모았고, 프레드레이터 스튜디오는 《어드벤처 타임》의 정식 시리즈를 만들기로 하여 이를 닉툰스 네트워크에 알렸지만 두 번이나 거절당했다. 그 후 카툰 네트워크에 접선을 시도했고, 카툰 네트워크에서는 만약 워드가 파일럿의 기본 요소를 유지할 수 있다는 것을 보여주면 시리즈 제작에 흔쾌히 참여할 것이라고 말했다. 펜들턴 워드는 패트릭 맥헤일과 애덤 무토의 도움으로 핀과 버블검 공주가 함께 스파게티 식사를 하러 가는 내용의 개략적인 스토리보드를 제출했다. 그러나 카툰 네트워크 측에서는 스토리보드에 만족하지 못했고 다른 스토리보드를 원했다. 워드는 에피소드 〈The Enchiridion〉의 초기 스토리보드를 파일럿의 스타일과 비슷하게끔 하여 다시 만들었다. 그 결과 카툰 네트워크는 2008년 9월에 첫 번째 시즌을 방영하는 것을 허락했고, 〈The Enchiridion〉은 정식으로 제작된 첫 에피소드가 되었다.
애니메이션 제작에 있어서 일반적으로 제작진들은 방송국의 영향을 많이 받지만, 카툰 네트워크는 《어드벤처 타임》 제작진들이 ‘자체적으로 유기적인 팀을 세우는 것’을 허용하고 스토리보드와 애니매틱스를 통해 서로 소통하기로 했다. 카툰 네트워크의 최고 콘텐츠 경영자(Chief Content Officer)인 롭 솔처(Rob Sorcher)는 기존에는 없었던 새로운 방식을 도입한 이유로, 자신들이 주로 ‘시각적인’ 성격이 강한 사람들을 대하고 있다는 점과 작가와 애니메이터들이 직접 어떠한 일을 함으로써 배우고 성장할 수 있다는 사실을 들었다. 덧붙여 첫 번째 시즌에서 26개의 에피소드가 제작되는 동안 다른 에피소드들도 고려되었지만, 초안만 만들어졌을 뿐 실제 방영은 되지 않은 것들이 있다. 이러한 에피소드에는 〈Brothers in Insomnia〉, 〈The Glorriors〉, 〈Helmet of Thorogon〉, 〈Jakesuit〉가 있다. 〈Jakesuit〉의 내용은 두 번째 시즌의 에피소드인 〈The Silent King〉에 일부 재사용되었고, 동명의 다른 에피소드는 다섯 번째 시즌에서 방영되었다. 〈The Glorriors〉와 〈Brothers in Insomnia〉의 스토리보드 및 〈Helmet of Thorogon〉의 스토리 개요는 후에 프레드 세이버트의 공식 스크리브드에 올라왔다. 뿐만 아니라 이번 시즌은 26개의 에피소드만 있지만 〈What Have You Done〉은 제작 번호로 27을 받았다. 그 이유는 기존의 여섯 번째 에피소드가 제작 과정에서 삭제되었고, 원래 받아야 하는 번호와 다른 번호를 받게 되었기 때문이다. 이 때문에 프레드레이터 스튜디오는 해당 에피소드에 제작 번호로 692-027을 부여했지만, The Futon Critic과 같은 몇몇 웹사이트에서는 해당 에피소드에 제작 번호로 692-006을 부여한 결과를 낳게 되었다.
작가들이 이야기를 정하고 나면 에피소드의 주요 아이디어들은 두세 쪽의 밑그림으로 만들어진다. 그 후 스토리보드 아티스트에게 넘겨진다. 에피소드의 제작 및 채색은 캘리포니아주의 버뱅크에서 이루어진다. 또한 대한민국의 러프 드래프트 코리아와 새롬 애니메이션에서도 제작한다. 애덤 무토, 엘리자베스 이토(Elizabeth Ito), 펜들턴 워드, 숀 히메네스(Sean Jimenez), 패트릭 맥헤일(Patrick McHale), 루서 매클로린(Luther McLaurin), 아르멘 미르자이안(Armen Mirzaian), 켄트 오즈번, 피터 브라운가트(Peter Browngardt), 니키 양, J. G. 퀸텔, 콜 산체스, 톰 허피치, 윤대주(Bert Youn), 아코 카스투에라가 스토리보드 제작에 참여했다. 후에 《레귤러 쇼》를 제작한 J. G. 퀸텔은 펜들턴 워드에게 《어드벤처 타임》에 프리랜서로 일하며 도움을 줄 수 있겠냐고 물은 후에 〈Ocean of Fear〉의 공동 제작에 참여했다. 퀸텔과 워드는 이전에 함께 《이상한 바다의 플랩잭》 제작에 참여한 적이 있었다. 이 시리즈는 카툰 네트워크 스튜디오와 프레드레이터 스튜디오에서 제작했고, TV-PG 등급을 받았다.

## 출연진
작품에 참여한 성우에는 제러미 셰이다(핀 역), 존 디마지오(제이크 역), 톰 케니(얼음 대왕 역), 힌든 월치(버블검 공주 역), 올리비아 올슨(마르셀린 역) 등이 있다. 제작자 워드는 직접 여러 등장인물을 맡았는데, 대표적으로 울룩불룩 공주가 있다. 전 스토리보드 아티스트인 니키 양은 핀과 제이크의 비디오 게임기인 비모와 제이크의 여자 친구 무지개콘 역할을 맡았다. 워드의 어머니 베티 워드(Bettie Ward)의 친구인 폴리 루 리빙스턴(Polly Lou Livingston)은 코가손 역할을 맡았다. 성우들의 더빙은 등장인물들 간에 자연스러운 녹음을 위해서 모든 성우가 함께 모여 이루어진다. 힌든 월치는 이러한 녹음 형태에 대해 “실제 작품 속에서 연극을 하기 위해 대본을 낭독하는 것 같다.”라고 말했다.
게스트 성우들이 주요 등장인물 외 조연으로 잠시 나오는 등장인물들의 역할을 맡기도 하였다. 예를 들어 에피소드 〈The Enchiridion!〉에서는 존 모쉬타 주니어, 마크 해밀, 프레드 태터쇼어가 참여했다. 〈Ricardio the Heart Guy〉에서는 배우 조지 타케이가 리카르디오 역할을 맡았고, 〈Business Time〉에서는 브라이언 포센이 회사원 중 한 명을 맡았다. 〈Evicted!〉에서는 에릭 에스트라다는 왕 벌레(King Worm) 역할을 맡았다. 〈Memories of Boom Boom Mountain〉에서는 맷 L. 존스이 말하는 산 역할을 맡았다. 〈What is Life?〉에서는 앤디 밀로나키스가 넵터(Neptr, Never-Ending Pie-Throwing Robot→끊임없이 파이를 던지는 로봇) 역할을 맡았다. 〈Ocean of Fear〉에서 마크 해밀은 다른 역할로 재출연하고, 클랜시 브라운은 오프닝과 엔딩의 내레이션을 맡았다. 〈When Wedding Bells Thaw〉에서 케리 케니실버는 얼음 대왕의 신부 역을 맡았다. 마이클 돈은 〈Freak City〉에서 고르크(Gork) 역할을 맡았다. 〈Dungeon〉에서 클랜시 브라운은 데몬 캣(Demon Cat) 역할로 재출연했다. 〈Donny〉에서 케빈 마이클 리처드슨은 주인공 도니 역할을 맡았다. 마지막으로 〈His Hiro〉에서 루 퍼리그노는 빌리 역할을 맡았다. 그 외 다른 캐릭터 역할을 맡은 성우로는 디 브래들리 베이커와 마리아 뱀퍼드가 있다.

## 방영 및 반응

### 시청자 수
〈Business Men〉과 〈Evicted!〉는 카툰 네트워크에서 정식 방영일 이전인 3월 11일과 18일에 각각 사전 방영되었다. 시리즈 전체의 최초 정식 방영은 2010년 4월 5일에 이루어졌다. 첫 에피소드인 〈Slumber Party Panic〉과 〈Trouble in Lumpy Space〉은 같은 날 함께 방영되었고, 250만 명의 시청자 수를 기록했다. 카툰 네트워크에 의해 발표된 자료를 보면 동일한 시간대의 작년 방영 프로그램보다 세자릿 수 가량의 퍼센트 증가를 보였다. 그 예시로 2~11세의 어린이 연령대에서 166만 1천 명이 시청하여 작년에 비해 110%의 상승을 기록했다. 9~14세의 어린이 조사에서는 837,000명이 시청했으며, 239%의 상승을 기록했다. 이런 결과로 두 에피소드는 첫 번째 시즌 중 최고의 시청자 수를 기록했다. 이 시즌은 〈Gut Grinder〉가 177만 명의 시청자 수를 기록하며 끝났다. 초기에는 첫 10개의 에피소드가 30분 분량의 방송으로 함께 방영되었다. 이는 각 11분 짜리의 에피소드 두 편이 하나로 묶여서 방영되었다는 것이다. 그러나 열한 번째 에피소드인 〈Wizard〉부터는 2개의 에피소드가 아닌 1개의 에피소드만 방영하기로 바뀌었다.

### 평가
이 시즌은 많은 평론가로부터 좋은 평가를 받았다. 텔레비전 평론가인 로버트 로이드(Robert Lloyd)는 《로스앤젤레스 타임스》의 글에서 다음과 같이 말했다. “《어드벤처 타임》은 카툰 네트워크에서 현재 방영 중인 《냠냠 차우더》와 《이상한 바다의 플랩잭》과 같은 인상을 주었다. 매 에피소드가 이상하고 약간 불안한 사람들로 가득한 기이한 세상에서 펼쳐진다. 그 중심에는 어린 남자아이나 사람을 닮은 것들이 있는데, 특이하고 믿음직스럽지는 않은 조력자의 도움으로 살아간다.” 이어서 말하기를 “분위기가 더욱 어둡고 이상하며 우리가 아는 세상과는 단절되어 있지만, 카툰 네트워크의 이전 애니메이션인 《상상 속 친구들의 모험》과 다르지 않다.”라고 했다.
DVD가 2012년에 발매된 후 몇몇 평론가가 초반에 블루레이로 출시되지 않은 것에 대해 불만을 표출했지만, 대체로 긍정적인 반응을 보였다. 와이어드는 DVD에 대해 호의적인 반응을 보였고, 특히 특별 부록을 높이 평가했다. IGN의 R. L. 섀퍼(R. L. Shaffer)는 전체 점수 10점 중 7점을 주었다. 그는 《어드벤처 타임》을 ‘보기 드문 것’이라고 표현했다. 그러나 DVD의 구성에 대해서는 “너무 많은 에피소드가 디스크에 들어 있어서, 숨을 돌리기 위해 내용들을 다 치우고 싶은 여지를 남긴다.”라고 했고, 비디오 압축에 대해서는 다소 불완전한 부분이 있다고 했다. DVD 토크의 타일러 포스터(Tyler Foster)는 ‘가장 추천하는’ DVD라고 표현하며, “상상력, 신선함, 웃기는 유머 감각으로 터질 듯하다.”라고 말했다. 특히 등장 인물에 대해 마음에 들어 했고, 리카르디오와 마르셀린이 가장 뛰어나다고 했다. 더불어서 “고르기는 힘들겠지만, 이 시즌에서 가장 최악의 에피소드라도 아주 멋지게 꾸며져 있고, 적어도 한두 가지의 죽여주는 개그가 들어있다.”라고 평가를 내렸다.
2010년에는 〈My Two Favorite People〉이 프라임타임 에미상 ‘뛰어난 단편 애니메이션 프로그램’(Outstanding Short-format Animated Program)의 후보에 올랐지만, 수상에는 실패했다.

## 에피소드 목록
| 전체 번호 | 시즌 번호 | 제목 한국어판 제목                                | 감독                            | 작가                                  | 본 방송 날짜    | 한국 방송 날짜  | 제작 번호 | 시청자 수 (100만) |
| --- | --------- | ------------------------------------------------- | ------------------------------- | ------------------------------------- | --------------- | --------------- | --------- | ----------------- |
| 1 | 1         | "Slumber Party Panic" "공포의 잠옷파티"           | 래리 레이클리터d 패트릭 맥헤일c | 엘리자베스 이토, 애덤 무토            | 2010년 4월 5일  | 2011년 4월 8일  | 692-009   | 2.50              |
| 핀(성우: 제러미 셰이다)과 버블검 공주(성우: 힌든 월치)는 실수로 만든 사탕 좀비들로부터 캔디 왕국을 막기 위해 치료제를 만들려고 한다. |           |                                                   |                                 |                                       |                 |                 |           |                   |
| 2 | 2         | "Trouble in Lumpy Space" "울룩불룩 해독제"        | 래리 레이클리터d 패트릭 맥헤일c | 엘리자베스 이토, 애덤 무토            | 2010년 4월 5일  | 2011년 4월 8일  | 692-015   | 2.50              |
| 버블검 공주의 마시멜로 티 파티에서 울룩불룩 공주(성우: 펜들턴 워드)에게 제이크(성우: 존 디마지오)는 다리를 물리게 되고, 제이크를 치료하기 위해 핀이 울룩불룩 세계로 떠나게 된다.                                                                        |           |                                                   |                                 |                                       |                 |                 |           |                   |
| 3 | 3         | "Prisoners of Love" "사랑의 포로"                 | 래리 레이클리터d 패트릭 맥헤일c | 애덤 무토, 펜들턴 워드                | 2010년 4월 12일 | 2011년 4월 15일 | 692-005   | 1.85              |
| 얼음 대왕(성우: 톰 케니)이 여러 명의 공주들을 자신의 신붓감으로 삼기 위해 납치했다는 소식을 들은 핀과 제이크가 함께 공주들을 풀어주려고 한다. |           |                                                   |                                 |                                       |                 |                 |           |                   |
| 4 | 4         | "Tree Trunks" "코가손 할머니의 모험"              | 래리 레이클리터d 패트릭 맥헤일c | 숀 히메네스, 윤대주                   | 2010년 4월 12일 | 2011년 4월 15일 | 692-016   | 1.85              |
| 코가손(성우: 폴리 루 리빙스턴)이 핀과 제이크와 함께 사악한 숲에서 "크리스탈 젬 사과"를 찾는 일에 동참을 한다. 셋은 사과를 찾게 되지만 사과를 먹은 코가손은 갑자기 몸이 터져버리고 크리스탈 차원 속에 갇히게 된다.                                       |           |                                                   |                                 |                                       |                 |                 |           |                   |
| 5 | 5         | "The Enchiridion!" "영웅의 교과서 엔카이리디언"   | 래리 레이클리터d 패트릭 맥헤일c | 패트릭 맥헤일, 애덤 무토, 펜들턴 워드 | 2010년 4월 19일 | 2011년 4월 8일  | 692-001   | 2.10              |
| 핀과 제이크가 영웅을 위한 마법서 엔카이리디언을 찾기 위해 여러 관문을 통과한다. |           |                                                   |                                 |                                       |                 |                 |           |                   |
| 6 | 6         | "The Jiggler" "휘파람 지글러"                     | 래리 레이클리터d 패트릭 맥헤일c | 루서 매클로린, 아르멘 미르자이안      | 2010년 4월 19일 | 2011년 4월 8일  | 692-011   | 2.10              |
| 소형 컴퓨터를 삼켜 오토튠 노래를 부르던 핀에게 지글러가 다가오고, 핀과 제이크는 지글러를 집으로 데려와 애완동물로 삼게 된다. 시간이 지나자 지글러가 아프게 되고, 둘은 지글러에게 어머니의 사랑이 필요하다는 것을 깨닫고 원래 살던 곳으로 되돌려 놓는다. |           |                                                   |                                 |                                       |                 |                 |           |                   |
| 7 | 7         | "Ricardio the Heart Guy" "돌아와, 리카르디오"     | 래리 레이클리터d 패트릭 맥헤일c | 숀 히메네스, 윤대주                   | 2010년 4월 26일 | 2011년 4월 22일 | 692-007   | 1.91              |
| 핀은 버블검 공주의 새 친구인 심장 리카르디오(성우: 조지 타케이)가 원래 얼음 대왕의 것이라는 사실을 깨닫게 되고, 리카르디오가 버블검 공주의 심장과 결혼을 하려는 것을 막게 된다.                                                                         |           |                                                   |                                 |                                       |                 |                 |           |                   |
| 8 | 8         | "Business Time" "맡겨만 주십시오!"                | 래리 레이클리터d 패트릭 맥헤일c | 루서 매클로린, 아르멘 미르자이안      | 2010년 4월 26일 | 2011년 4월 22일 | 692-014   | 1.91              |
| 핀과 제이크는 호수에 떠밀려온 빙하를 녹이다가 그 속에 갇힌 회사원들을 발견하게 된다. 그들에게 모든 모험을 대신 맡기고 자신들은 게으르게 놀게 된다. 그러나 회사원들이 다른 이에게 해를 끼친다는 사실을 깨닫고 다시 빙하 속에 갇히게 한다.                |           |                                                   |                                 |                                       |                 |                 |           |                   |
| 9 | 9         | "My Two Favorite People" "내가 좋아하는 두 사람"  | 래리 레이클리터d 패트릭 맥헤일c | 켄트 오즈번, 펜들턴 워드              | 2010년 5월 3일  | 2011년 4월 29일 | 692-004   | 1.65              |
| 제이크는 핀과 자신의 여자친구인 무지개콘(성우: 니키 양)의 사이에서 둘 중 누구와 놀지에 대해 고민하게 된다. 결국에는 함께 놀러 가기로 하고, 핀과 무지개콘의 사이가 가까워지자 제이크는 도리어 질투심을 느끼게 된다.                                      |           |                                                   |                                 |                                       |                 |                 |           |                   |
| 10 | 10        | "Memories of Boom Boom Mountain" "영웅이 된 사연" | 래리 레이클리터d 패트릭 맥헤일c | 숀 히메네스, 윤대주                   | 2010년 5월 3일  | 2011년 4월 29일 | 692-010   | 1.65              |
| 핀은 누군가가 울고 있는 소리를 듣게 되고, 자신이 어릴 적에 아무도 도와주지 않아 슬펐던 경험을 떠올리며 도와주기로 마음먹는다. |           |                                                   |                                 |                                       |                 |                 |           |                   |
| 11 | 11        | "Wizard" "최고의 마법사"                          | 래리 레이클리터d 패트릭 맥헤일c | 피터 브라운가트, 애덤 무토, 윤대주    | 2010년 5월 10일 | 2011년 5월 6일  | 692-020   | 1.82              |
| 정체불명의 해골이 핀과 제이크에게 다가와 마법의 힘을 주겠다고 유혹하고, 둘은 대 마법사가 되기 위해 마법 수련을 하게 된다. 그러나 핀이 사원에 운석이 떨어지는 것을 막기 위해 속였다는 사실을 깨닫고 다른 방법으로 위기를 극복한다.                       |           |                                                   |                                 |                                       |                 |                 |           |                   |
| 12 | 12        | "Evicted!" "뱀파이어 마르셀린"                    | 래리 레이클리터d 패트릭 맥헤일c | 숀 히메네스, 윤대주                   | 2010년 5월 17일 | 2011년 5월 6일  | 692-003   | 1.88              |
| 뱀파이어 여왕 마르셀린(성우: 올리비아 올슨)이 핀과 제이크의 나무집이 원래 자신의 것이라고 하며 둘을 쫓아내고, 둘은 우 랜드에서 새로운 집을 구하러 떠나게 된다.                                                                                          |           |                                                   |                                 |                                       |                 |                 |           |                   |
| 13 | 13        | "City of Thieves" "도둑 마을"                     | 래리 레이클리터d 패트릭 맥헤일c | 숀 히메네스, 윤대주                   | 2010년 5월 24일 | 2011년 5월 13일 | 692-012   | 1.83              |
| 핀과 제이크는 누구든지 들어가면 도둑이 되는 도둑 마을에 들어가고, 그곳에서 꽃바구니를 도난당한 어린 소녀 페니를 만나 그를 도와주게 된다. 그러나 페니에게 속았다는 것을 알게 되고, 페니를 비누를 이용해 정화시킨다.                                      |           |                                                   |                                 |                                       |                 |                 |           |                   |
| 14 | 14        | "The Witch's Garden" "마녀의 정원"                | 래리 레이클리터d 패트릭 맥헤일c | 애덤 무토, 켄트 오즈번, 니키 양       | 2010년 6월 7일  | 2011년 5월 13일 | 692-022   | 1.81              |
| 마녀의 정원에서 도넛을 훔쳐 먹은 제이크는 그 죄로 마법의 힘을 잃어버리게 된다. 핀은 제이크의 마법의 힘을 되찾으려고 노력하다 마녀에 의해 위험에 처하게 된다.                                                                                            |           |                                                   |                                 |                                       |                 |                 |           |                   |
| 15 | 15        | "What Is Life?" "파던 로봇"                       | 래리 레이클리터d 패트릭 맥헤일c | 루서 매클로린, 아르멘 미르자이안      | 2010년 6월 14일 | 2011년 5월 20일 | 692-017   | 1.64              |
| 핀이 제이크에게 복수하기 위해 끊임없이 파이를 던지는 로봇인 넵터(성우: 앤디 밀로나키스)를 만들게 된다. 우연히 벼락에 맞아 살아 움직이게 되지만 제대로 작동이 되지 않자, 핀은 얼음 대왕의 마법의 힘을 빌려 고치려고 한다.                                |           |                                                   |                                 |                                       |                 |                 |           |                   |
| 16 | 16        | "Ocean of Fear" "바다 공포증"                     | 래리 레이클리터d 패트릭 맥헤일c | J. G. 퀸텔, 콜 산체스                 | 2010년 6월 21일 | 2011년 5월 20일 | 692-025   | 2.00              |
| 핀은 자신이 바다 공포증이 있다는 사실을 깨닫게 된다. 핀의 마음 속에서 튀어나온 유령 피어 피스터(성우: 마크 해밀)는 핀을 비웃고, 제이크는 핀의 바다 공포증을 없애주려고 하게 된다.                                                                       |           |                                                   |                                 |                                       |                 |                 |           |                   |
| 17 | 17        | "When Wedding Bells Thaw" "얼음대왕의 결혼"       | 래리 레이클리터d 패트릭 맥헤일c | 켄트 오즈번, 니키 양                  | 2010년 6월 28일 | 2011년 5월 27일 | 692-013   | 1.92              |
| 얼음 대왕이 핀과 제이크에게 약혼녀(성우: 케리 케니실버)와 함께 약혼식을 올릴 것이라고 하고, 함께 총각 파티를 하게 된다. 둘은 얼음 대왕이 약혼녀에게 납치해 저주를 내렸다는 것을 깨닫고 이를 막아 낸다.                                                  |           |                                                   |                                 |                                       |                 |                 |           |                   |
| 18 | 18        | "Dungeon" "지하 감옥"                             | 래리 레이클리터d 패트릭 맥헤일c | 엘리자베스 이토, 애덤 무토            | 2010년 7월 12일 | 2011년 6월 3일  | 692-023   | 2.48              |
| 핀은 제이크와 내기를 하고 수정으로 된 눈을 찾기 위해 혼자서 지하 던전으로 내려간다. 제이크는 핀 걱정에 몰래 뒤따라가다 결국 둘 다 위험해 처하게 되고 버블검 공주가 둘을 구출한다.                                                                       |           |                                                   |                                 |                                       |                 |                 |           |                   |
| 19 | 19        | "The Duke" "땅콩 공작의 비밀"                     | 래리 레이클리터d 패트릭 맥헤일c | 엘리자베스 이토, 애덤 무토            | 2010년 7월 19일 | 2011년 6월 3일  | 692-019   | 1.84              |
| 핀이 실수로 던진 병에 맞은 버블검 공주가 예전부터 마음에 안 들어 하던 땅콩공작이 던졌다고 오해를 하게 된다. 핀은 자신이 던졌다는 사실을 말하지 못하고 땅콩공작을 잡으러 가게 된다.                                                                      |           |                                                   |                                 |                                       |                 |                 |           |                   |
| 20 | 20        | "Freak City" "마법요정의 교훈"                    | 래리 레이클리터d 패트릭 맥헤일c | 톰 허피치, 펜들턴 워드                | 2010년 7월 26일 | 2011년 5월 27일 | 692-008   | 2.03              |
| 매직 맨(성우: 톰 케니)에 의해 핀은 거대한 발이 돼버리고, 자신과 같은 처지에 처한 이와 함께 매직 맨을 무찌르려고 한다. |           |                                                   |                                 |                                       |                 |                 |           |                   |
| 21 | 21        | "Donny" "잔디 괴물 도니"                          | 래리 레이클리터d 패트릭 맥헤일c | 애덤 무토, 켄트 오즈번, 니키 양       | 2010년 8월 9일  | 2011년 6월 3일  | 692-018   | 정보 없음         |
| 핀과 제이크는 집 모양의 사람들을 괴롭히는 오거 도니(성우: 케빈 마이클 리처드슨)를 혼내고 자신의 집으로 데려온다. 그러나 도니가 마을에 나타나는 늑대로부터 사람들을 지켜주는 역할을 한다는 것을 깨닫고 도니를 원래대로 돌려놓는다.                       |           |                                                   |                                 |                                       |                 |                 |           |                   |
| 22 | 22        | "Henchman" "마르셀린의 몸종"                      | 래리 레이클리터d 패트릭 맥헤일c | 루서 매클로린, 콜 산체스              | 2010년 8월 23일 | 2011년 6월 3일  | 692-021   | 2.17              |
| 핀은 마르셀린이 늙은 할아버지를 괴롭히는 것을 보고 마르셀린의 몸종을 자처하게 된다. |           |                                                   |                                 |                                       |                 |                 |           |                   |
| 23 | 23        | "Rainy Day Daydream" "상상놀이"                   | 래리 레이클리터d 패트릭 맥헤일c | 펜들턴 워드                           | 2010년 9월 6일  | 2011년 6월 10일 | 692-002   | 2.17              |
| 칼 폭풍이 내리는 바람에 모험을 할 수 없게 되자 집에 머무르며 상상놀이를 하기로 한다. 핀은 제이크의 상상이 현실이 된다는 것을 알게 되고, 둘은 혼돈에 빠지게 된다.                                                                                        |           |                                                   |                                 |                                       |                 |                 |           |                   |
| 24 | 24        | "What Have You Done?" "무슨 짓을 한 거야?"        | 래리 레이클리터d 패트릭 맥헤일c | 엘리자베스 이토, 애덤 무토            | 2010년 9월 13일 | 2011년 6월 10일 | 692-006   | 1.89              |
| 버블검 공주의 부탁으로 핀과 제이크는 얼음 대왕을 붙잡게 되나, 큰 잘못이 없다고 생각하고 풀어주게 된다. 그러나 곧 얼음 대왕이 장난으로 한 마법으로 캔디 시민들을 아프게 했다는 것을 깨닫게 된다.                                                         |           |                                                   |                                 |                                       |                 |                 |           |                   |
| 25 | 25        | "His Hero" "전설적인 영웅 빌리"                   | 래리 레이클리터d 패트릭 맥헤일c | 애덤 무토, 켄트 오즈번, 니키 양       | 2010년 9월 20일 | 2011년 6월 17일 | 692-026   | 1.83              |
| 우 랜드의 영웅인 빌리(성우: 루 퍼리그노)가 핀과 제이크에게 영웅이라면 비폭력적으로 사람을 도와야 한다고 말한다. 그러나 핀은 폭력을 쓰지 않는 것만으로는 상황을 해결할 수 없게 되자 갈등하게 된다.                                                       |           |                                                   |                                 |                                       |                 |                 |           |                   |
| 26 | 26        | "Gut Grinder" "황금 도둑"                         | 래리 레이클리터d 패트릭 맥헤일c | 아코 카스투에라, 윤대주               | 2010년 9월 27일 | 2011년 6월 17일 | 692-024   | 1.77              |
| 핀과 제이크가 황금을 훔치고 먹는 것 그라인더를 찾으려고 한다. 시민들이 제이크가 것 그라인더와 매우 닮았다고 말하자 스스로 자신이 것 그라인더라고 생각하고 고민하게 된다.                                                                                |           |                                                   |                                 |                                       |                 |                 |           |                   |

- ^d 감독(Director)
- ^c 크리에이티브 감독(Creative director)

## 홈 미디어
워너 홈 비디오가 지역 코드 1, 지역 코드 2 형식을 포함하는 여러 DVD를 출시했다. 《My Two Favorite People》, 《It Came from the Nightosphere》, 《Jake vs. Me-Mow》, 《The Suitor》, 《Frost & Fire》, 《The Enchiridion》이 지역 코드 1 전용으로 첫 번째 시즌의 일부 에피소드와 함께 포함되어 출시되었다.
2012년 7월 10일에는 첫 번째 시즌의 모든 에피소드를 담은 DVD가 발매되었고, 7월 29일까지 총 151,535장이 판매되었다. 블루레이 판은 2013년 6월 4일에 출시되었다.
| 《Adventure Time: The Complete First Season》                                      |                                                                                    |                                                                                    |                                                                                    | | | | |
| 세부 정보                                                                          | 세부 정보                                                                          | 세부 정보                                                                          | 세부 정보                                                                          | 특별 부록 | 특별 부록 | 특별 부록 | 특별 부록 |
| - 에피소드 26편 - 디스크 2개 구성 - 1.78:1 종횡비 - 영어 자막 - 돌비 스테레오 지원 | - 에피소드 26편 - 디스크 2개 구성 - 1.78:1 종횡비 - 영어 자막 - 돌비 스테레오 지원 | - 에피소드 26편 - 디스크 2개 구성 - 1.78:1 종횡비 - 영어 자막 - 돌비 스테레오 지원 | - 에피소드 26편 - 디스크 2개 구성 - 1.78:1 종횡비 - 영어 자막 - 돌비 스테레오 지원 | - 4개의 에피소드에 대한 성우, 작가, 제작자들의 코멘터리 〈Trouble in Lumpy Space〉, 〈Prisoners of Love〉, 〈Ricardio the Heart Guy〉, 〈Tree Trunks〉 - 〈Slumber Party Panic〉, 〈The Enchiridion!〉, 〈Dungeon〉, 〈Rainy Day Daydream〉의 애니매틱스 - “비하인드 장면” 영상 - “비하인드 장면의 비하인드 장면” 영상 - “케이시 + 톰과 함께한 ‘어드벤처 타임’ 음악” 영상(‘Adventure Time’ Music with Casey + Tim) - 뮤직 비디오 - 핀데모니움(Finndemonium) 비디오 - 미니 에피소드 〈The Wand〉 | - 4개의 에피소드에 대한 성우, 작가, 제작자들의 코멘터리 〈Trouble in Lumpy Space〉, 〈Prisoners of Love〉, 〈Ricardio the Heart Guy〉, 〈Tree Trunks〉 - 〈Slumber Party Panic〉, 〈The Enchiridion!〉, 〈Dungeon〉, 〈Rainy Day Daydream〉의 애니매틱스 - “비하인드 장면” 영상 - “비하인드 장면의 비하인드 장면” 영상 - “케이시 + 톰과 함께한 ‘어드벤처 타임’ 음악” 영상(‘Adventure Time’ Music with Casey + Tim) - 뮤직 비디오 - 핀데모니움(Finndemonium) 비디오 - 미니 에피소드 〈The Wand〉 | - 4개의 에피소드에 대한 성우, 작가, 제작자들의 코멘터리 〈Trouble in Lumpy Space〉, 〈Prisoners of Love〉, 〈Ricardio the Heart Guy〉, 〈Tree Trunks〉 - 〈Slumber Party Panic〉, 〈The Enchiridion!〉, 〈Dungeon〉, 〈Rainy Day Daydream〉의 애니매틱스 - “비하인드 장면” 영상 - “비하인드 장면의 비하인드 장면” 영상 - “케이시 + 톰과 함께한 ‘어드벤처 타임’ 음악” 영상(‘Adventure Time’ Music with Casey + Tim) - 뮤직 비디오 - 핀데모니움(Finndemonium) 비디오 - 미니 에피소드 〈The Wand〉 | - 4개의 에피소드에 대한 성우, 작가, 제작자들의 코멘터리 〈Trouble in Lumpy Space〉, 〈Prisoners of Love〉, 〈Ricardio the Heart Guy〉, 〈Tree Trunks〉 - 〈Slumber Party Panic〉, 〈The Enchiridion!〉, 〈Dungeon〉, 〈Rainy Day Daydream〉의 애니매틱스 - “비하인드 장면” 영상 - “비하인드 장면의 비하인드 장면” 영상 - “케이시 + 톰과 함께한 ‘어드벤처 타임’ 음악” 영상(‘Adventure Time’ Music with Casey + Tim) - 뮤직 비디오 - 핀데모니움(Finndemonium) 비디오 - 미니 에피소드 〈The Wand〉 |
| 발매 날짜                                                                          |                                                                                    |                                                                                    |                                                                                    | | | | |
| 지역 코드 1                                                                        | 지역 코드 1                                                                        | 지역 코드 4                                                                        | 지역 코드 4                                                                        | 지역 코드 A | 지역 코드 A | 지역 코드 B | 지역 코드 B |
| 2012년 7월 10일(DVD) 2013년 6월 4일(블루레이)                                      | 2012년 7월 10일(DVD) 2013년 6월 4일(블루레이)                                      | 2013년 12월 9일(DVD) 2013년 4월 9일(블루레이)                                      | 2013년 12월 9일(DVD) 2013년 4월 9일(블루레이)                                      | 2012년 11월 17일(DVD) 2013년 6월 4일(블루레이) | 2012년 11월 17일(DVD) 2013년 6월 4일(블루레이) | 2012년 11월 17일(DVD) 2013년 4월 9일(블루레이) | 2012년 11월 17일(DVD) 2013년 4월 9일(블루레이) |